# Pensus guatemalenus
Pensus guatemalenus es una especie de coleóptero de la familia Silvanidae.

## Distribución geográfica
Habita en Honduras, Costa Rica y Guatemala.